# Caratunk
Caratunk és una població dels Estats Units a l'estat de Maine (EUA). Segons el cens del 2000 tenia 108 habitants.

## Demografia
Segons el cens del 2000, Caratunk tenia 108 habitants, 42 habitatges, i 28 famílies. La densitat de població era de 0,8 habitants per km².
Dels 42 habitatges en un 33,3% hi vivien nens de menys de 18 anys, en un 66,7% hi vivien parelles casades, en un 0% dones solteres, i en un 33,3% no eren unitats familiars. En el 23,8% dels habitatges hi vivien persones soles el 9,5% de les quals corresponia a persones de 65 anys o més que vivien soles. El nombre mitjà de persones vivint en cada habitatge era de 2,57 i el nombre mitjà de persones que vivien en cada família era de 3,14.
Per edats la població es repartia de la següent manera: un 24,1% tenia menys de 18 anys, un 5,6% entre 18 i 24, un 35,2% entre 25 i 44, un 19,4% de 45 a 60 i un 15,7% 65 anys o més.
L'edat mediana era de 40 anys. Per cada 100 dones de 18 o més anys hi havia 110,3 homes.
La renda mediana per habitatge era de 36.591 $ i la renda mediana per família de 36.875 $. Els homes tenien una renda mediana de 32.083 $ mentre que les dones 18.125 $. La renda per capita de la població era de 17.321 $. Cap de les famílies i el 4,8% de la població estaven per davall del llindar de pobresa.